# ان‌جی‌سی ۷۰۵۶
ان‌جی‌سی ۷۰۵۶ (انگلیسی: NGC 7056) یک کهکشان مارپیچی میله‌ای است که در فاصله ۲۲۵ میلیون سال نوری از زمین در صورت فلکی اسب بزرگ قرار دارد. کهکشان NGC 7056 توسط ستاره شناس آلبرت مارت در ۱۷ سپتامبر ۱۸۶۳ کشف شد. سپس توسط ستاره شناس ترومن هنری سافورد در ۲۹ سپتامبر ۱۸۶۶ دوباره کشف شد.